# Adaptations du roman Les Trois Mousquetaires
 (mars 2022).
 (mars 2022).

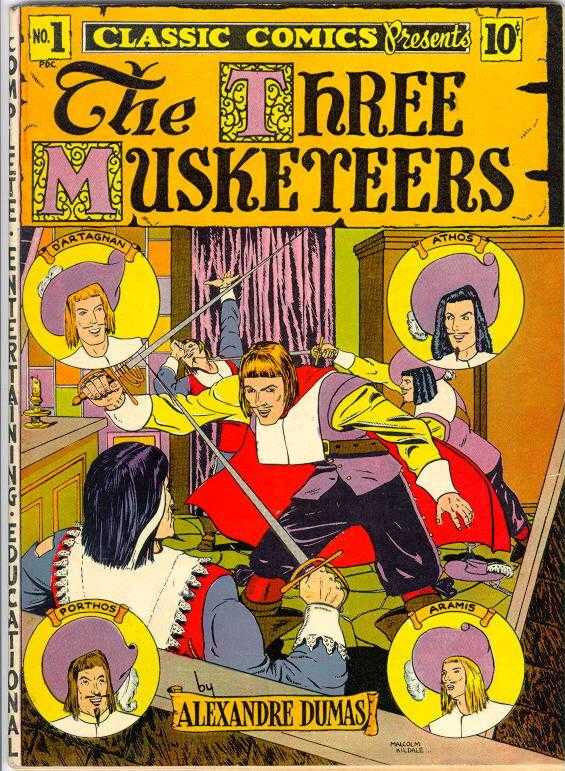
Couverture de comics.

Les Trois Mousquetaires, roman d'Alexandre Dumas initialement publié en feuilleton dans le journal Le Siècle (mars-juillet 1844), puis édité en volume dès 1844, a fait l'objet de nombreuses adaptations dans divers médias : théâtre, cinéma, télévision, bande dessinée...

## Adaptations
Dès le début du cinéma muet, le roman d'Alexandre Dumas est montré sur grand écran dans des productions cinématographiques puis télévisuelles.

### Adaptations cinématographiques
- 1903 : Les Mousquetaires de la reine, film français muet de Georges Méliès dont les bobines ont été perdues
- 1909 : Le Mousquetaire de la reine, seconde version, film français muet de Georges Méliès
- 1909 : Les Trois Mousquetaires (I tre moschettieri), film muet italien de Mario Caserini
- 1911 : The Three Musketeers: Part 1 et The Three Musketeers: Part 2, films américains de J. Searle Dawley
- 1912 : Les Trois Mousquetaires, film muet français d'André Calmettes et Henri Pouctal
- 1916 : Les Trois Mousquetaires (en), film muet américain de Charles Swickard
- 1921 : Les Trois Mousquetaires, film muet français en 12 épisodes d'Henri Diamant-Berger
- 1921 : Les Trois Mousquetaires (The Three Musketeers), film muet américain de Fred Niblo
- 1922 : L'Étroit Mousquetaire (The Three Must-Get-Theres), film muet américain de Max Linder (parodie)
- 1929 : Le Masque de fer (The Iron Mask), film américain muet avec effets sonores d'Allan Dwan
- 1932 : Les Trois Mousquetaires, diptyque français muet d'Henri Diamant-Berger
- 1933 : La Chevauchée de la gloire (The Three Musketeers), film américain de Colbert Clark et Armand Schaefer
- 1934 : Les Quatre Mousquetaires, film belge de Gaston Schoukens
- 1935 : Les Trois Mousquetaires (The Three Musketeers), film américain de Rowland V. Lee
- 1939 : L'Homme au masque de fer (The Man in the Iron Mask), film américain de James Whale
- 1939 : Les trois louf'quetaires (en) (The Three Musketeers), comédie musicale américaine d'Allan Dwan
- 1941 : Les Trois Mousquetaires (Al-Foursan al-Thalâth) film égyptien de Togo Mizrahi
- 1942 : Les Trois Mousquetaires (Los Tres mosqueteros), film mexicain de Miguel M. Delgado
- 1946 : Los tres mosqueteros, film argentino-uruguayen de Julio Saraceni
- 1948 : Les Trois Mousquetaires (The Three Musketeers), film américain de George Sidney
- 1950 : Le Fils de d'Artagnan (Il figlio di d'Artagnan), film italien de Riccardo Freda
- 1952 : Milady et les Mousquetaires (Il boia di Lilla), film franco-italien de Vittorio Cottafavi
- 1952 : Les Fils des Mousquetaires (At Sword's Point), film américain de Lewis Allen
- 1953 : Les Trois Mousquetaires, film français d'André Hunebelle
- 1953 : Les Quatre Mousquetaires, moyen-métrage français de Gilles Margaritis
- 1957 : Les trois mousquetaires et demi (Los tres mosqueteros… y medio), film mexicain de Gilberto Martínez Solares
- 1961 : Les Trois Mousquetaires, diptyque français de Bernard Borderie
- 1962 : Le Masque de fer, film français de Henri Decoin
- 1963 : Le Quatrième Mousquetaire (I quattro moschettieri), film italien  de Carlo Ludovico Bragaglia
- 1973 : Les Rangers défient les karatékas (Tutti per uno... botte per tutti), western spaghetti italien de Bruno Corbucci
- 1973-1974 : Les Trois Mousquetaires (The Three Musketeers) et On l'appelait Milady (The Revenge of Milady), diptyque américain de Richard Lester
- 1974-1975 : Les Quatre Charlots mousquetaires et Les Charlots en folie : À nous quatre Cardinal !, diptyque français d'André Hunebelle (parodie)
- 1979 : Le Cinquième Mousquetaire (The Fifth Musketeer), film austro-allemand de Ken Annakin
- 1980 : Os Três Mosqueteiros Trapalhões (pt), film brésilien de Adriano Stuart (pt) et Os Trapalhões
- 1983 : La folle histoire des trois mousquetaires (es) (La loca historia de los tres mosqueteros), film espagnol de Mariano Ozores
- 1989 : Le Retour des Mousquetaires (The Return of the Musketeers), film franco-anglo-espagnol de Richard Lester
- 1993 : Les Trois Mousquetaires (The Three Musketeers), film américain de Stephen Herek
- 1994 : La Fille de d'Artagnan, film français de Bertrand Tavernier (reprend les personnages du roman)
- 1998 : L'Homme au masque de fer (The Man in the Iron Mask), film américano-britannique de Randall Wallace
- 2001 : D'Artagnan (The Musketeer), film américain de Peter Hyams (reprend les personnages du roman)
- 2011 : Les Trois Mousquetaires (The Three Musketeers), film anglo-franco-allemand en 3D de Paul W.S. Anderson
- 2013 : Les Trois Mousquetaires (Три мушкетёра (Tri mushketera)), film russe de Sergueï Jigounov
- 2018 : Moschettieri del re: La penultima missione de Giovanni Veronesi
- 2020 : Tutti per uno, uno per tutti de Giovanni Veronesi
- 2023 : Les Trois Mousquetaires : D'Artagnan et Les Trois Mousquetaires : Milady, diptyque français de Martin Bourboulon
- 2023 : Les Trois Mousquetaires (The Three Musketeers), film de Bill Thomas[2]
- 2025 : Toutes pour une de Houda Benyamina (libre adaptation)

### Adaptations pour la télévision
- 1950 : The Magnavox Theater, série télévisée américaine, épisode The Three Musketeers, de Budd Boetticher
- 1954 : Les Trois Mousquetaires (The Three Musketeers), mini-série télévisée britannique de Rex Tucker (en)
- 1957 : Les Trois Mousquetaires (Os três Mosqueteiros"), téléfilm brésilien
- 1959 : Les Trois Mousquetaires , téléfilm français de Claude Barma
- 1964 : Biblioteca di Studio Uno (it), ép. « I tre moschettieri », série italienne
- 1966 : Les Trois Mousquetaires (en) (The Three Musketeers), série télévisée britannique de Peter Hammond (en)
- 1969 : D'Artagnan, mini-série télévisée française de Claude Barma
- 1970 : Les Trois Mousquetaires (Los Tres mosqueteros), série espagnole de Pedro Amalio López (en)
- 1978 : D'Artagnan et les Trois Mousquetaires (Д'Артаньян и три мушкетёра), téléfilm russe de Gueorgui Jungwald-Khilkevitch
- 1983 : Les Trois Mousquetaires (Tři mušketýři), mini-série tchécoslovaque de Ladislav Rychman
- 1991 : D'Artagnan, téléfilm français de Pierre Cavassilas (d)
- 2004 : Milady, téléfilm français de Josée Dayan
- 2004 : La Femme mousquetaire (La Femme Musketeer), téléfilm américain de Steve Boyum
- 2005 : D'Artagnan et les Trois Mousquetaires, téléfilm français de Pierre Aknine
- 2005 : Les Trois Mousquetaires (De tre musketerer), vidéofilm danois en marionettes de Jānis Cimmermanis (lv)
- 2005 : Young Blades, série télévisée américaine
- 2014-2016 : The Musketeers série télévisée britannique d'Adrian Hodges (en)
- 2014 : Les Trois Mouquetaires (en), série télévisée sud-coréenne avec Jung Yong-hwa et Yang Dong-geun.

### Adaptations en dessins animés et films d'animation
- 1952 : La mini série de Tom et Jerry épisode 65 Les Deux Mousquetaires
- 1973 : D'Artagnan l'intrépide (film d'animation long métrage réalisé par John Halas).
- 1983 : Les Trois Mousquetaires (série d'animation avec personnages d'animaux anthropomorphiques)
- 1987 : Sous le signe des Mousquetaires (série d'animation)
- 1993 : Albert le cinquième mousquetaire (série d'animation)
- 1995 : Les Trois Mousquetaires, dessin animé de GoodTimes Home Video Corp.
- 2004 : Mickey, Donald, Dingo : Les Trois Mousquetaires, dessin animé de Walt Disney Pictures
- 2005 : Les Trois Mousquetaires — Film de marionnettes de Jánis Cimermanis
- 2009 : Shin Sanjūshi (série de marionnettes japonaise)
- 2009 : Barbie et les Trois Mousquetaires
- 2021 : D'Artagnan et les Trois Mousquetaires de Toni Garcia

### Adaptations en bandes dessinées
- Les Trois Mousquetaires est une série de bande dessinée de Raoul Cauvin et Mazel (Éditions Dupuis, Récréabull et Point Image).
- Les Trois Mousquetaires est un album de bande dessinée de Michel Lacroix (Éditions Fernand Nathan).
- Les Trois Mousquetaires est une série de bande dessinée écrite par Henri Filippini et dessinée par Robert Hugues (Éditions Ange).
- Les Trois Mousquetaires est une série de bande dessinée écrite par Michel Dufranne, Jean-David Morvan et dessinée par Ruben (Éditions Delcourt).
- D'Artagnan est une série de bande dessinée écrite par Courtilz de Sandras et dessinée par Auguste Liquois (Éditions Prifo).
- D'Artagnan : Journal d'un cadet, scénario et dessin de Nicolas Juncker, Éditions Milan, label Treizeétrange, 2008.
- Milady de Winter est un diptyque de bande dessinée écrit et dessiné par Agnès Maupré (Éditions Ankama), qui, sans rien changer à la trame, se focalise sur le personnage de Milady et sur la difficulté de celle-ci à tirer son épingle du jeu dans un monde d'hommes.
- Les Trois Mousquetaires, collection « Ados », Pearson, Turin, 2000 (adaptation simplifiée, en bande dessinée, destinée aux adolescents et jeunes adultes non francophones, avec CD audio et exercices) .
- Milady ou le mystère des mousquetaires, par Sylvain Venayre et Frédéric Bihel, éd. Futuropolis 2019.

### Adaptations en romans (hommages, suites, pastiches…)
- Pierre Henri Cami a écrit quatre œuvres intitulées Le fils des Trois Mousquetaires[3] :
  - 1912 ou 1928 : Le fils des Trois Mousquetaires (saynète dialoguée)
  - 1919 : Le fils des Trois Mousquetaires (roman)
  - 1925 : Le fils des Trois Mousquetaires (roman dialogué)
  - 1934 : Le fils des Trois Mousquetaires - Nouveaux exploits (saynète dialoguée)
- romans de de Paul Féval fils :
  - 1914 : Le Fils de d'Artagnan .
  - 1925 : D'Artagnan contre Cyrano .
  - 1928 : D'Artagnan et Cyrano réconciliés .
  - 1930 : La Vieillesse d'Athos
- 1930 : Le beau d’Artagnan et son époque de Charles Quinel et Adhémar de Montgon[4].
- 1962 : D'Artagnan amoureux ou Cinq Ans avant de Roger Nimier, Gallimard.
- 1993 : Le Dernier Amour d'Aramis ou les Vrais Mémoires du chevalier René d'Herblay, de Jean-Paul Dufreigne, Grasset.
- 1995 : Club Dumas d'Arturo Pérez-Reverte, Le Livre de poche.
- 2018 : Le roman ivre d'Isabelle Stibbe, Robert Laffont.

### Adaptations théâtrales
Alexandre Dumas adapte lui-même son roman pour le théâtre dès 1845 :
- 1845 : Les Mousquetaires d'après Vingt Ans après
- 1849 : La Jeunesse des mousquetaires d'après Les Trois Mousquetaires
- 1861 : Le Prisonnier de la Bastille, fin des mousquetaires d'après l'épisode du Masque de fer dans Le Vicomte de Bragelonne.

Puis, parmi les nombreuses adaptations qui suivirent :
- 1959 : Les Trois Mousquetaires par Roger Planchon, Théâtre de l'Ambigu-Comique
- 1971 : Les Trois Mousquetaires par Michel Berto, Festival de la Cité Carcassonne, Festival de Collioure
- 1977 : Die drei Musketiere par Jérôme Savary, en Allemagne
- 1978 : L'escrime ne paie pas par Francis Perrin
- 1982 : Les Trois Mousquetaires par Marcel Maréchal
- 1999 : Les Trois Mousquetaires (reprise de Marcel Maréchal)
- 1999 : Three Musketeers, pièce montée par le Northwest Children's Theatre de Portland (Oregon), aux États-Unis, qui a fait l'objet d'une diffusion en vidéo
- 2006 : Les Trois Mousquetaires par Marianne Serra et Thomas Condemine
- 2008 : 
  - L'Histoire des Trois Mousquetaires racontée à deux en une demi-heure de Grégory Bron, par la Cie AFAG Théâtre
  - Les Trois Mousquetaires (reprise de Marianne Serra et Thomas Condemine)
- 2011 : 
  - D'Artagnan Hors-la-Loi, de Grégory Bron, par la Cie AFAG Théâtre
  - Mousquetaire de Richelieu, Puy du Fou
- 2012 : Les Trois Mousquetaires (la série) par Clara Hédouin, Jade Herbulot, Romain de Becdelièvre et le collectif 49701
- 2016 : 
  - Les Trois Mousquetaires, comédie musicale à partir du 29 septembre 2016 à Paris.
  - Les Trois Mousquetaires, mise en scène de Carlo Boso, Montfavet, 22 juillet.

### Adaptations en ballet
- 1980 : Les Trois Mousquetaires, ballet en deux actes, chorégraphie d'André Prokovsky sur une musique de Giuseppe Verdi, créé le 22 novembre 1980 par l'Australian Ballet au (en) Palace Theatre, Melbourne (en)
- 2013 : Milady's Dinner, court-métrage de danse de Fenia Apostolou

### Adaptations en jeu de société
- 2010 : Mousquetaires du Roy, de François Combe et Frédéric Henry (Ystari Games)

### Adaptations en comédie musicale
- 1928 : The Three Musketeers, comédie musicale ;
- 1939 : Les Trois Mousquetaires (en) (The Three Musketeers) , comédie musicale ;
- 2003 : 3 Musketiers - De musical (en), comédie musicale néerlandaise de Rob et Ferdi Bolland (2003)
- 2016 : Les Trois Mousquetaires, comédie musicale ;
- 2017 : All For One[5], comédie musicale japonaise (Takarazuka).